# Vasile Bologa
Vasile Bologa (n. 24 decembrie 1859, Geoagiu de Sus județul Alba – d. 13 iulie 1944 la Geoagiu de Sus si inmormantat la Sibiu) a fost un deputat în Marea Adunare Națională de la Alba Iulia, organismul legislativ reprezentativ al „tuturor românilor din Transilvania, Banat și Țara Ungurească”, cel care a adoptat hotărârea privind Unirea Transilvaniei cu România, la 1 decembrie 1918.:p. 77

## Biografie
Vasile Bologa a fost doctor în filosofie, profesor și director școlar. A fost profesor și director al Școlii civile de fete și al Liceului de fete din Sibiu, pensionându-se la 1 octombrie 1926. A fost membru al Astrei și a ocupat mai multe funcții importante precum: secretar al Astrei, membru fondator al Astrei, membru al Comitetului Central al Astrei, membru al Societății Regale Române de Geografie, membru al Reuniunii Femeilor Române, membru al Societății Crucea Roșie, etc.:pp. 45-46

## Activitatea politică

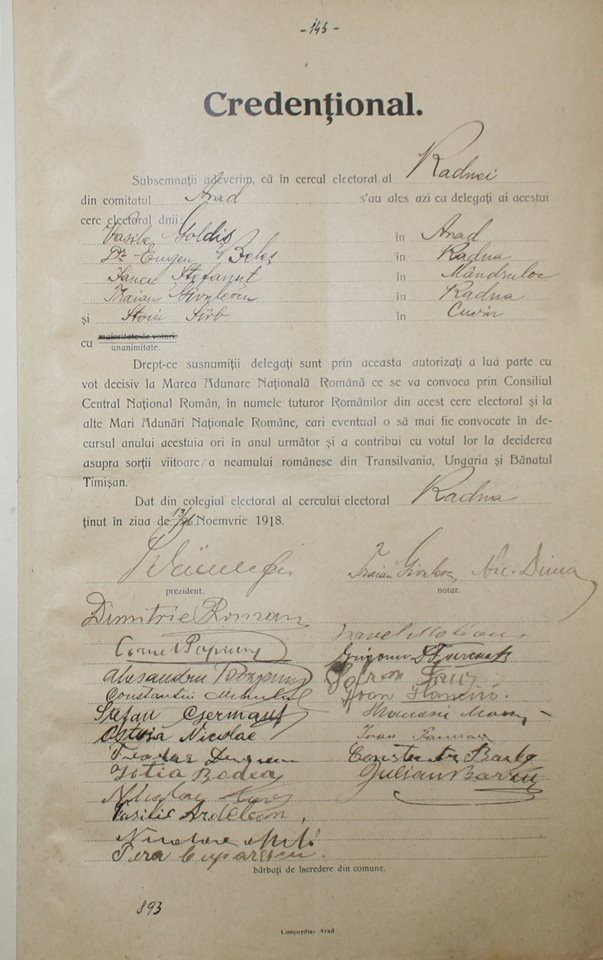
Credențional

A fost ales delegat al Școlii civile de fete a Asociației Astra din Sibiu la Marea Adunare Națională de la Alba-Iulia, unde a votat unirea Ardealului cu România, la 1 decembrie 1918.:p. 45

## Recunoașteri
A fost distins cu Răsplata muncii pentru învățământ CI.I.:p. 46